# Dumdi Dumdi
«Dumdi Dumdi» (en hangul, 덤디 덤디; estilizado como DUMDi DUMDi) es el primer álbum sencillo de I-dle. Fue lanzado digital y físicamente el 3 de agosto de 2020 por Cube Entertainment en coreano y mandarín. La versión física estará disponible en dos versiones: Day y Night. Está compuesto por dos canciones: «Dumbi Dumbi» y «I'm the Trend». Este es el primer lanzamiento de verano del grupo desde su debut.

## Antecedentes y lanzamiento
Tras el lanzamiento de I Trust el 6 de abril y «I'm the Trend» el 7 de julio, se anunció que I-dle regresaría a principios de agosto. El 17 de julio, el grupo dio a conocer el nombre de la canción y la fecha de lanzamiento a través de una imagen teaser decorada con playas y palmeras que expresa el calor y la pasión del verano. Tres horas antes, se lanzó un teaser por Cube con la frase «#DDDD».
A partir del 21 de julio, Cube Entertainment reveló comentarios sobre la canción a la prensa con sus fotos conceptuales. Soojin comentó que la canción es un tema emocionante que querrás bailar si la escuchas. Con el lanzamiento de la imagen teaser de Minnie, los medios informaron que el concepto del grupo es de «un vagabundo que disfruta de la libertad». Según Soyeon, la canción es brillante y fácil de llevar, con letras sencillas e intuitivas y melodías adictivas que expresan el tipo de verano de (G)I-dle. Además, Yuqi comentó: «Es bueno escuchar música cuando conduces o sales con amigos». Ella describió al sencillo como una canción de dance donde los oyentes pueden sentir el verano de (G)I-dle con melodías que recuerdan a esa época del año y la juventud. Por último, Shuhua comentó que la canción es «muy emocionante y brillante».
Para el lanzamiento de «Dumdi Dumdi», I-dle participó en el evento Happy Action Goodbean de Naver. Las donaciones recolectadas a través de la campaña se utilizarán para apoyar el tratamiento de asesoramiento psicológico y de salud mental, refrigerios y kits nutricionales para el personal médico a través de los médicos deportivos durante la pandemia de COVID-19 en Corea del Sur.

## Vídeo musical
El 30 y 31 de julio, el grupo lanzó dos vídeos teaser. El 3 de agosto, se subió el videoclip de «Dumdi Dumdi» en YouTube. El vídeo comienza en un día soleado de verano en el fondo de un desierto con cosas exóticas como iguanas y loros, campistas y caballos, que muestra a las integrantes con diferentes historias reuniéndose en un motel raro para celebrar una fiesta de verano. Soyeon, que viajaba en un automóvil, se paró frente a un viejo motel ubicado en medio del desierto, llevando una gran maleta de equipaje y se sorprendió al descubrir a Shuhua en la cafetería.

## Éxito comercial
El 17 de julio, Biz Enter reveló que el precio de las acciones de Cube Entertainment subió a 4.42% después de anunciar el regreso del grupo.

## Lista de canciones
| N.º  | Título        | Letras | Música           | Duración |  |
| 1.   | «Dumdi Dumdi» |        | Soyeon, Pop Time | 3:32     |  |
| 6:57 |               |        |                  |          |  |

| Álbum sencillo exclusivo — solo en NetEase Music China |                                 |                      |                  |          |  |
| N.º                                                    | Título                          | Letras               | Música           | Duración |  |
| 1.                                                     | «Dumdi Dumdi» (Versión coreana) | Soyeon               | Soyeon, Pop Time | 3:32     |  |
| 2.                                                     | «Dumdi Dumdi» (Versión china)   | Soyeon, Yuqi, Z KING | Soyeon, Pop Time | 3:32     |  |
| 7:04                                                   |                                 |                      |                  |          |  |

## Reconocimientos

### Premios y nominaciones
| Año  | Evento                         | Premio                           | Resultado | Ref.   |
| ---- | ------------------------------ | -------------------------------- | --------- | ------ |
| 2020 | Gaon Chart Music Awards        | Canción del año - agosto         | Nominado  | [ 20 ] |
| 2020 | JOOX Hong Kong Top Music Award | Top 20 K-pop Songs (temporada 3) | Nominado  | [ 21 ] |
| 2020 | KBS World Radio K-Pop Awards   | Canción del año                  | Nominado  | [ 22 ] |
| 2020 | Prêmio Anual K4US              | Mejor canción del verano         | Nominado  | [ 23 ] |
| 2021 | MTV Video Music Awards         | Mejor canción k-pop              | Pendiente | [ 24 ] |

### Premios en programas de música
| Programa                  | Fecha                | Ref.   |
| ------------------------- | -------------------- | ------ |
| Show Champion (MBC Music) | 12 de agosto de 2020 | [ 25 ] |
| Show Champion (MBC Music) | 19 de agosto de 2020 | [ 26 ] |
| M Countdown (Mnet)        | 13 de agosto de 2020 | [ 27 ] |
| M Countdown (Mnet)        | 20 de agosto de 2020 | [ 28 ] |
| Inkigayo (SBS)            | 16 de agosto de 2020 | [ 29 ] |
| Inkigayo (SBS)            | 23 de agosto de 2020 | [ 30 ] |

### Listados
| Publicación   | Lista                          | Ranking  | Ref.   |
| ------------- | ------------------------------ | -------- | ------ |
| Apple Music   | Top Songs of 2020: Korea       | Incluida | [ 31 ] |
| Man's Fashion | Top 10 K-Pop Songs for Fitness | 6.º      | [ 32 ] |